# Бірки (Полтавський район)
Бі́рки — село в Україні, у Зіньківській міській громаді Полтавського району Полтавської області. Населення становить 1188 осіб. Колишній центр Бірківської сільської ради.

## Географія
Село Бірки знаходиться на березі річки Грунь-Ташань, вище за течією на відстані 2 км розташоване село Троянівка, нижче за течією на відстані 1 км розташоване село Загрунівка. До села примикає лісовий масив (сосна).

## Історія

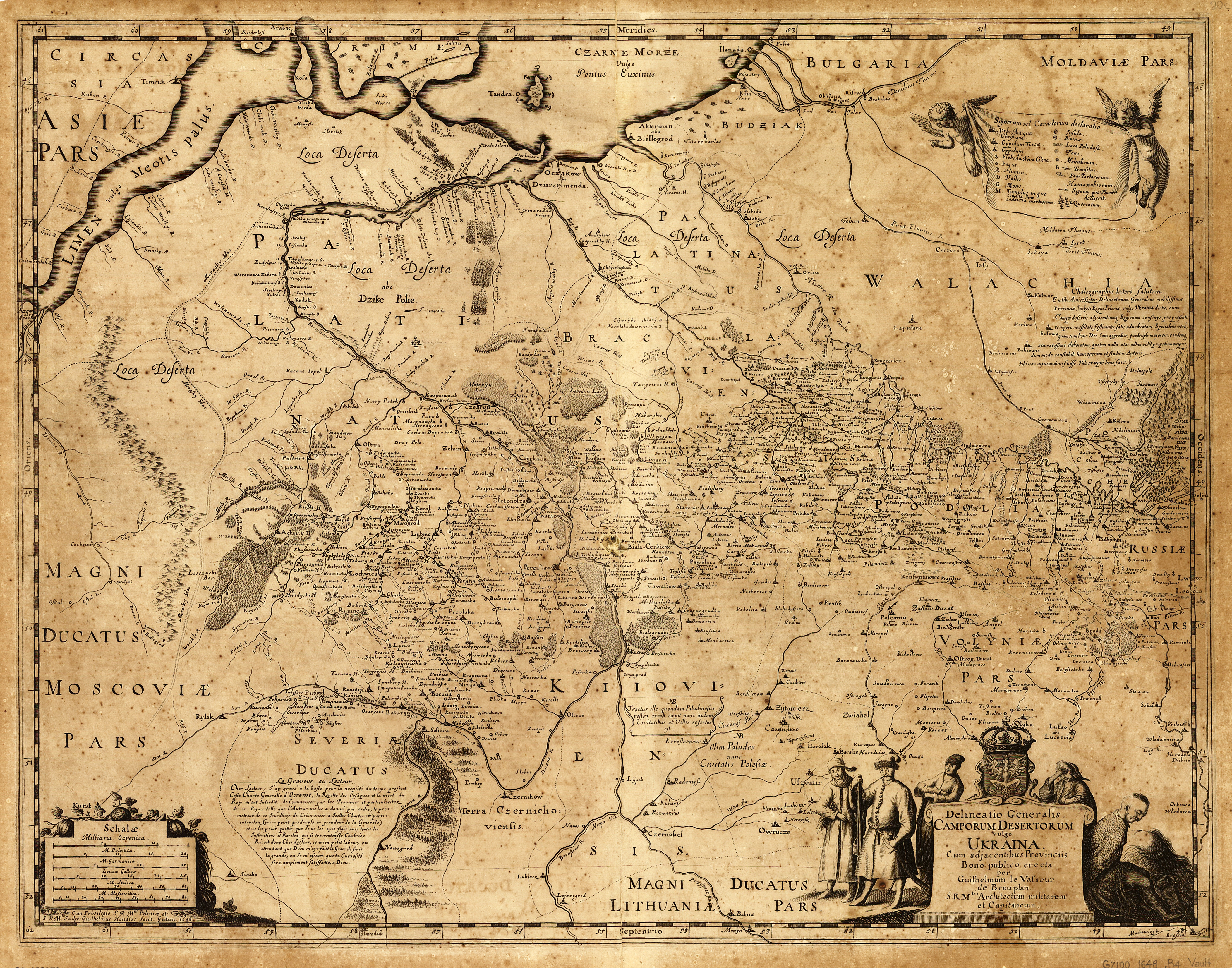
Перше відображення м. Бірки на мапі (позначено як Borok). Загальна карта України Гійома Боплана, 1648 р.

Точна дата заснування не відома. Ймовірно, першими поселенцями були козаки-втікачі.
У 1648 році у сформовано Бірківську сотню при Гадяцькому полку. З 1649 року Бірки зі своєю сотнею у складі Полтавського полку, потім Зіньківського, а з 1672 року повернулось до свого Гадяцького полку.
Зі скасуванням своє сотні, з 1720-х років у складі Ковалівської (2-ї) сотні Гадяцького полку.

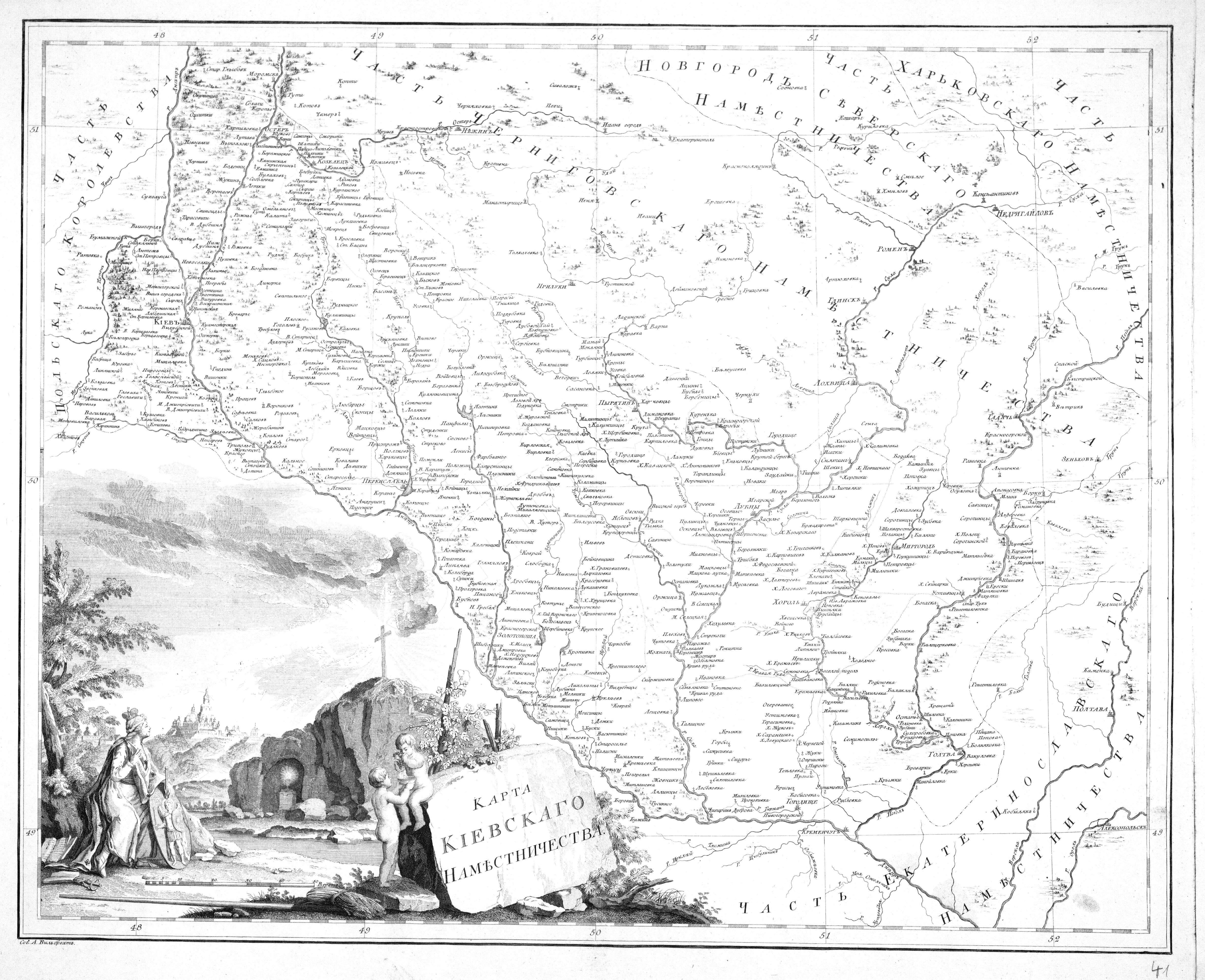
Карта Київського намісництва на якій м. Бірки відображено на самому півн.-сх. краю намісництва, 1792 р.

У 1781—1796 роках у складі Миргородського повіту Київського намісництва. За описом 1787 року у містечку Бірки проживало 1297 душ. Було у власності різного звання казених людей, козаків і власників: графа Кирила Григоровича Розумовського і бунчукового товариша Петра Кириякова.
З 1796 року у складі — Зіньківського повіту Малоросійської, та з 1802 — Полтавської губернії. Згодом центр Бірківської волості свого повіту.
Наприкінці 19 століття у містечку двічі на рік відбувалися ярмарки, щотижня — базари. За даними 1900 року Бірки — центр волості, були сільські громади, земська та церковно-парафіяльна школи.
1907 року лікарем Г. Ф. Влайковим та односельцем Непомнящим створено гурток революційної молоді. Учасники гуртка закликали до боротьби проти царя.
Радянську окупація розпочалась в січні 1918 року. У ході сутички з махновцями загинули 120 жителів.
Липневої ночі 1920 року раптовим нападом повстанці М. Мандика розгромили в Бірках російський продовольчий загін, який грабував місцевих селян і змусили рештки продармійців втекти до Зінькова.
З 1930 року діяли колгоспи: «Більшовик», «Перемога», «Нове життя», «Соціалістичний шлях», «Прогрес».
Жертвами голодомору 1932—1933 років стали 172 особи. У 1937—1939 роках репресовано 24 жителя.
Село у часи німецько-радянської війни було окуповане нацистськими військами з 5 жовтня 1941 до 8 листопада 1943 року. Німцями розстріляно 5 червоноармійців; спалено 158 та зруйновано 20 хат. До Німеччини на примусові роботи вивезено 255 жителів, загинуло на фронтах 261 односельчан, при визволенні села — 194 радянських воїнів.
12 червня 2020 року, відповідно до розпорядження Кабінету Міністрів України № 721-р «Про визначення адміністративних центрів та затвердження територій територіальних громад Полтавської області», село увійшло до складу Зіньківської міської громади.

19 липня 2020 року, в результаті адміністративно - територіальної реформи та ліквідації Зіньківського району, село увійшло до складу новоутвореного Полтавського району Полтавської області.
- Малороссийский родословник. Том 1 Модзалевский Вадим Львович Бороховичи
- Волости и важнейшие селения Европейской России.

## Населення
| Рік  | Дворів | Жителів |
| ---- | ------ | ------- |
| 1859 | 435    | 2937    |
| 1863 | 424    | 2821    |
| 1882 | 496    |         |
| 1910 | 595    | 3375    |
| 1926 | 681    | 3147    |
| 1990 |        | 1250    |
| 2001 |        | 1188    |

### Мова
Розподіл населення за рідною мовою за даними перепису 2001 року:
| Мова            | Кількість | Відсоток |
| --------------- | --------- | -------- |
| українська      | 1150      | 96.80%   |
| російська       | 35        | 2.96%    |
| вірменська      | 1         | 0.08%    |
| румунська       | 1         | 0.08%    |
| інші/не вказали | 1         | 0.08%    |
| Усього          | 1188      | 100%     |

## Інфраструктура
У селі знаходяться:
- Бірківська загальноосвітня школа І-ІІІ ступенів ім. І. А. Цюпи
- сільське відділення зв'язку;
- лікарня на 25 ліжок;
- дитсадок на 35 місць;
- Будинок культури (400 місць);
- бібліотека (понад 15,7 тис. одиниць зберігання)

## Архітектура
культові споруди:
- Георгіївська церква (1857 рік)
- Миколаївська церква (початок 18 століття; 1788 року розібрана)
- Успенська церква (кінець 17 століття)

пам'ятники:
- пам'ятник односельчанам, загиблим у сутичці більшовиків та махновців (збудований 1920 року);
- пам'ятники на братській могилі радянських воїнів, полеглим 1943 року при визволенні села (збудовані в 1954 та 1955 роках);
- пам'ятник воїнам-односельчанам, загиблим у роки радянсько-німецької війни.

## Економіка
- Молочно-товарна ферма;
- ПАТ «Бір»;
- ТОВ «Сільгосптехніка».

## Відомі люди
- Биковець Михайло Миколайович (1894—1937) — український письменник, літературний критик, педагог, громадський діяч, журналіст, жертва сталінського терору.
- Зуй Антон Іларіонович (1922—2003) — учасник Другої Світової війни, нагороджений чотирма медалями «За відвагу».
- Леонова Ганна Дмитрівна (1923—2008) — Герой Соціалістичної Праці.
- Сень Олександр Васильович (нар. 1 липня 1961) — заступник міністра аграрної політики та продовольства України — керівник апарату (з квітня 2013).
- Цюпа Іван Антонович (1911, Бірки — 2004) — український письменник, публіцист.
- Микитенко О. Г. — контр-адмірал.
- Франко Ольга Федорівна (Хоружинська)[6] (10 квітня 1864, Бірки — 15 липня 1941, Львів) — українська письменниця, перекладачка, громадська діячка, публіцистка і видавниця. Дружина Івана Франка.
- Чирка Микола Спиридонович (1907—1995) — Герой Радянського Союзу.